# 69º Gran Premio Indianopolis
Il 69º Gran Premio Indianopolis, anche detta "corsa delle carrette", è stata una manifestazione goliardica che si è tenuta a Genova dal 1924 al 1970.
La manifestazione, molto amata dagli studenti e dai cittadini genovesi, fu dapprima organizzata dall’A.G.U. (Associazione Genovese Universitaria) e poi dal Dogatum Genuense, Supremo Ordine Goliardico della Liguria, in quanto tale scevro dalle gravose procedure associative della precedente organizzazione.
L’evento, salvo alcune brevi parentesi (l’ultima nel 2007), ha cessato di tenersi con regolarità dagli anni ‘70, anche a causa dell’inasprirsi delle normative di sicurezza stradale.

## Storia
Nel 1924, al fine di parodiare i veri Gran premi di automobilismo dell'epoca, un gruppo di studenti universitari genovesi decise di organizzare una estemporanea "gara" di corsa in discesa per veicoli senza motore, che grazie alle forti pendenze della città dalle alture raggiungevano il centro cittadino sfruttando esclusivamente la forza di gravità. La gara venne inizialmente denominata "Gran Premio di Monza".
L'enorme, quanto imprevisto, successo di pubblico e il notevole rilievo che la stampa, anche nazionale, diede alla manifestazione, convinse l'A.G.U (Associazione Genovese Universitaria) a organizzare edizioni successive, che dal 1925, presero il nome di "69º Gran Premio Indianopolis" (la denominazione, con la voluta storpiatura del nome della città statunitense sede di un celebre autodromo, riportava sempre la 69ª edizione).
Mantenendo la componente parodistica, oltre ai più veloci venivano premiati anche i mezzi più fantasiosi. Poche, ma ferree, le regole per l'ammissione delle vetture: i freni dovevano essere costruiti artigianalmente ed era assolutamente vietato l'impiego di qualunque tipo di motore e di pneumatici.
L'annuale gara si svolse regolarmente fino al 1970, per essere poi abbandonata a causa del rapido declino d'interesse degli studenti per le manifestazioni goliardiche dopo gli avvenimenti del 1968.
Nel 2006 e nel 2007, promossa dal Dogatum Genuense e dalla "Associazione Goliardica Indianopolis Yuri Colorito", è stata riproposta una manifestazione rievocativa, rivista nella forma per adeguarla alle moderne norme di sicurezza.